# Eiði

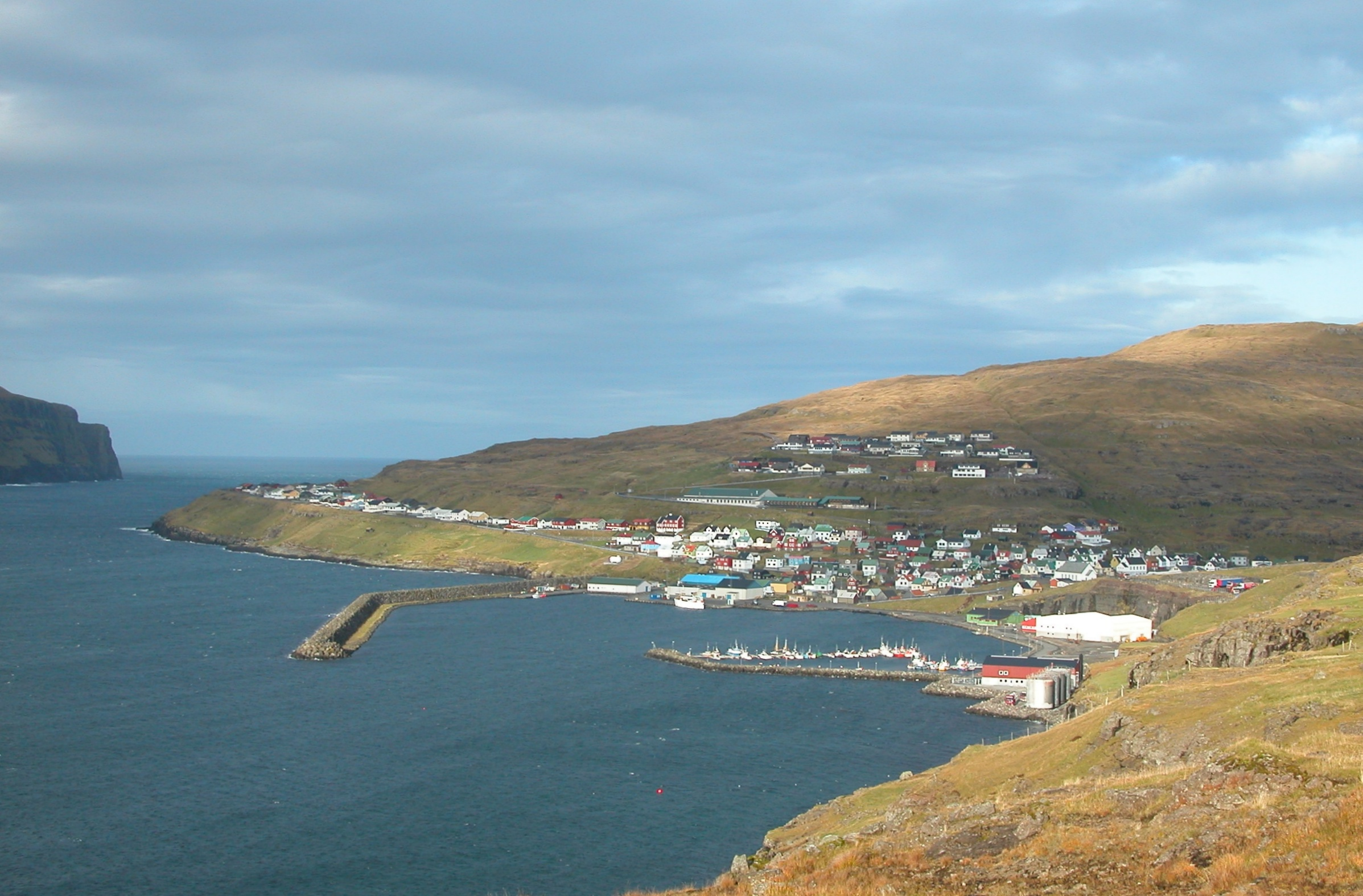
Blick auf Eiði mit Buch und Hafen.

Eiði [ˈaɪ̯jɪ] (wörtlich übersetzt: ‚Landenge‘; dänisch Ejde) ist ein Ort der Färöer im äußersten Nordwesten Eysturoys.

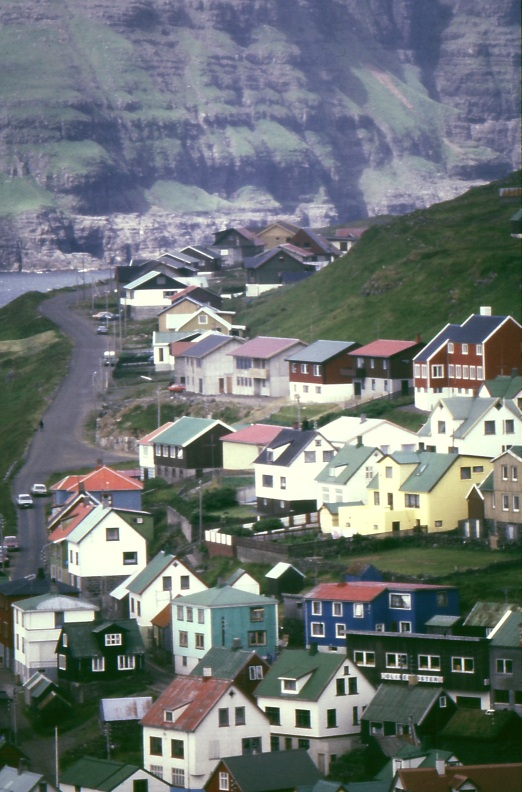
Eiði. Blick nach Westen mit Streymoy im Hintergrund

Eiði ist eines der größeren Dörfer der Färöer und Hauptort der gleichnamigen Gemeinde (Eiðis kommuna), zu der die Orte Ljósá und Svínáir gehören. Anfang 2016 lebten in der Gemeinde 687 Einwohner, davon 621 im Ort Eiði selbst. Eiði gehört zu den ländlichen Gemeinden auf den Färöern, die eine Zunahme in der Bevölkerungszahl verzeichnen.
Der Ort erscheint im 14. Jahrhundert erstmals in schriftlichen Quellen; man geht jedoch davon aus, dass hier bereits in der Landnahmezeit gesiedelt wurde. Die Kirche stammt aus dem Jahr 1881.
Seit 1986 befindet sich hier das wichtigste Wasserkraftwerk der Färöer. Es bezieht sein Wasser aus dem südöstlich und höher gelegenen See Eiðisvatn.
Im Norden befindet sich der 343 Meter hohe Eiðiskollur, dem die beiden berühmten Klippen Risin und Kellingin vorgelagert sind. Östlich des Ortes erhebt sich mit dem 880 Meter hohen Slættaratindur, der höchste Berg der Färöer. Dort entlang führt die Straße nach Gjógv.
Neben dem Mythos von Risin und Kellingin stammt von hier auch die Sage vom „Wochenbett des Elfenweibs“ (Huldukonan í barnsneyð).

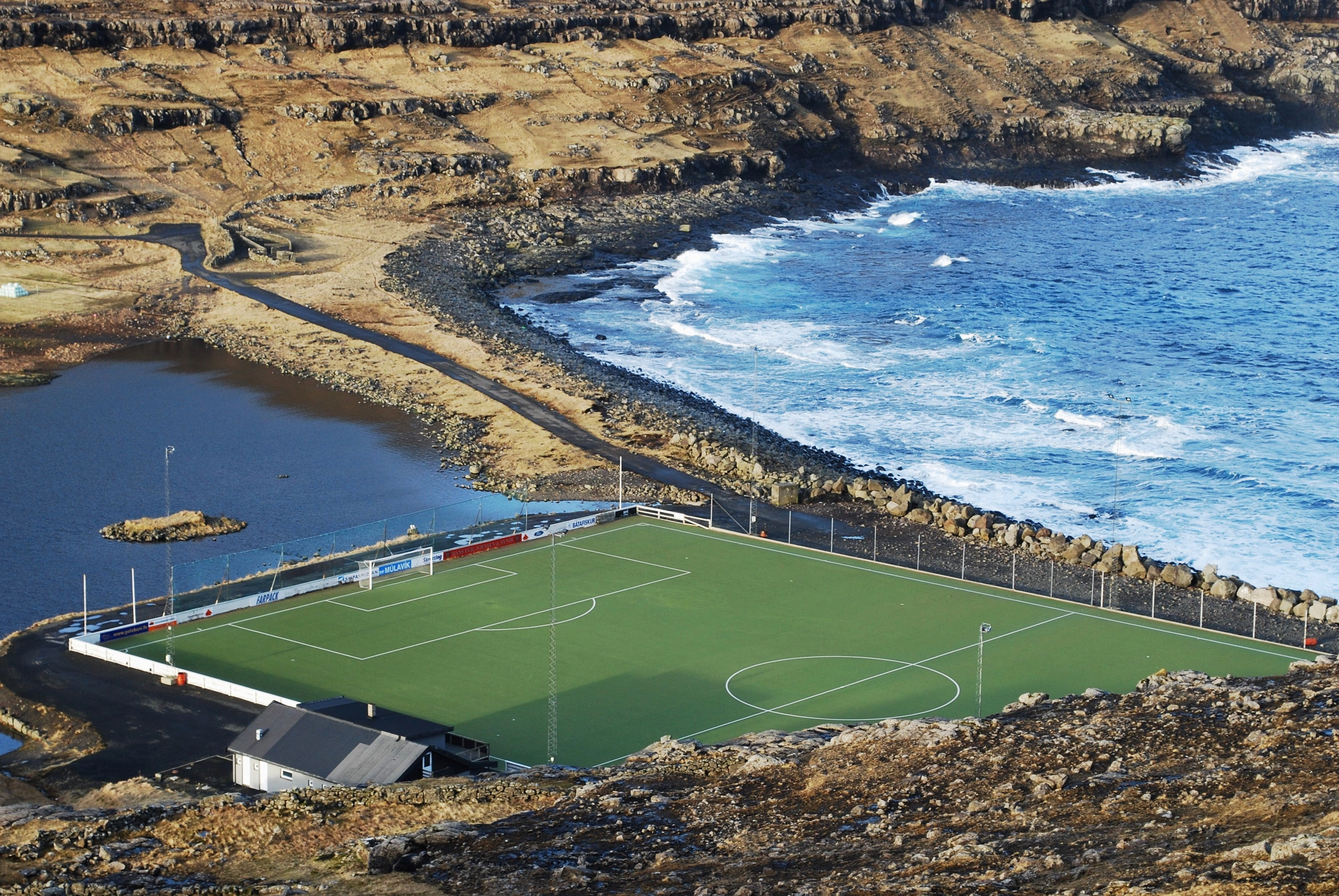
Der frühere Fußballplatz im Nordosten von Eiði.

Der ehemalige Fußballplatz „niðri á Mølini“ im Nordosten von Eiði galt von seiner landschaftlichen Lage her als einer der schönsten im gesamten dänischen Königreich. Seit April 2015 befindet sich dort ein ganzjährig geöffneter Campingplatz mit Stellplätzen für Campingwagen und Wohnmobile. Im Ort gab es früher auch das Hotel Eiði, das jedoch seit 2011 geschlossen ist. Ein kleines Heimatmuseum mit einer so genannten Roykstova („Rauchstube“) befindet sich in einem renovierten Bauernhaus im Ortskern.
In Eiði befindet sich auch eine LORAN-C-Sendestation, die einst von Dänemark betrieben wurde. Als Dänemark die Station auflösen wollte, übernahm Frankreich den Betrieb.
Eine Besonderheit der färöischen Sprache ist die Verwendung der Präpositionen á ‚auf‘ und av ‚von‘ in Bezug auf Eiði. Es heißt also eg búgvi á Eiði ‚ich wohne auf Eiði‘ und eg eri av Eiði ‚ich bin von Eiði‘ anstelle von í ‚in‘ und úr ‚aus‘ Eiði. Diese scheinbare Kuriosität erklärt sich aus dem Umstand, dass Eiði ‚Isthmus‘, also Landenge bedeutet. Auch im Deutschen befindet man sich auf einer Landenge bzw. kommt von ihr.

## Söhne und Töchter Eiðis
- Sigrun Gunnarsdóttir Niclassen (* 1950), Malerin
- Heidi Andreasen (* 1985), erfolgreiche Schwimmerin im internationalen Behindertensport